# 佐立七次郎
佐立 七次郎（さたち しちじろう、旧字体：佐立 七次󠄁郞）は、明治時代に活躍した建築家。工手学校（現工学院大学）造家学科教員。工部大学校造家学科第一期卒業生。

## 経歴
- 1857年（安政3年）讃岐藩士の子として高松城下（現、高松市）に生まれる。
- 1873年（明治6年）8月 工学寮に入学する
- 1879年（明治12年）11月 工部大学校造家学科を卒業（同期に辰野金吾、曾禰達蔵、片山東熊がいる）。工部省技手となり、営繕局勤務上野博物館建築掛を命じられる
- 1880年（明治13年）10月 鉱山局勤務となり、秋田県院内鉱山建築掛を命じられる
- 1882年（明治15年）4月 会計検査院建築掛を命じられ、設計・監督を担当する
- 1883年（明治16年）7月 海軍省に転任し、横須賀鎮守府造船所在勤建築課員営繕掛となり、学舎教授掛兼務を命じられる
- 1884年（明治17年）5月 依願免官となり、藤田組（現フジタ）に入る
- 1887年（明治20年）2月 逓信省に入り、逓信技師に任じられる。工学士の称号を認可される。
- 1888年（明治21年）郵便及び電信局舎建築法研究のため、欧米へ出張し、翌年帰国。
- 1891年（明治24年）10月 逓信省を辞し、建築設計事務所を開設する
- 1897年（明治30年）頃　日本郵船株式会社の建築顧問となる。
- 1912年（大正元年）12月 退社し、自宅で静養する
- 1922年（大正11年）11月 死去（享年67）。遺言により、遺体は慶應病院において解剖される

## 主な作品

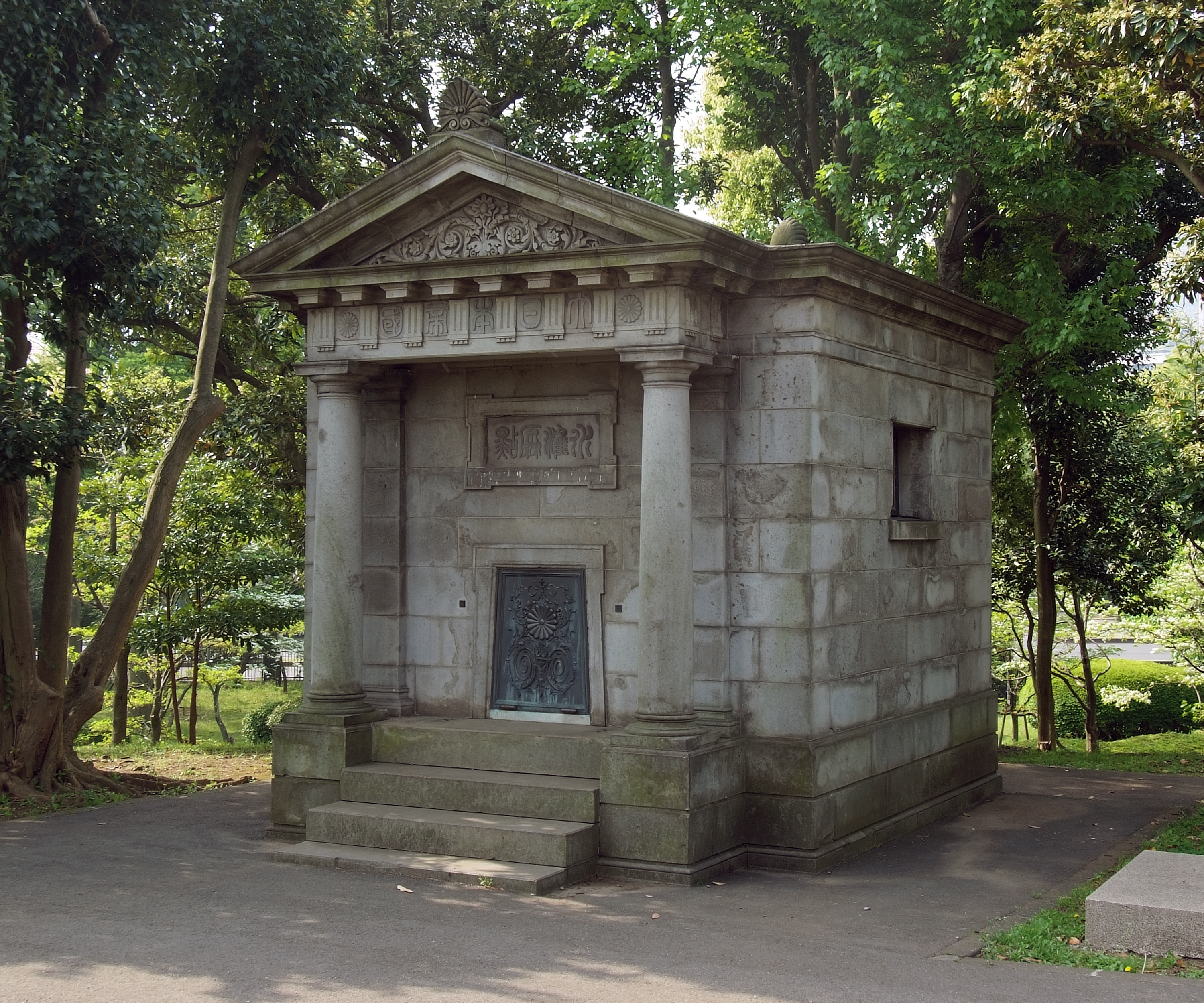
日本水準原点標庫

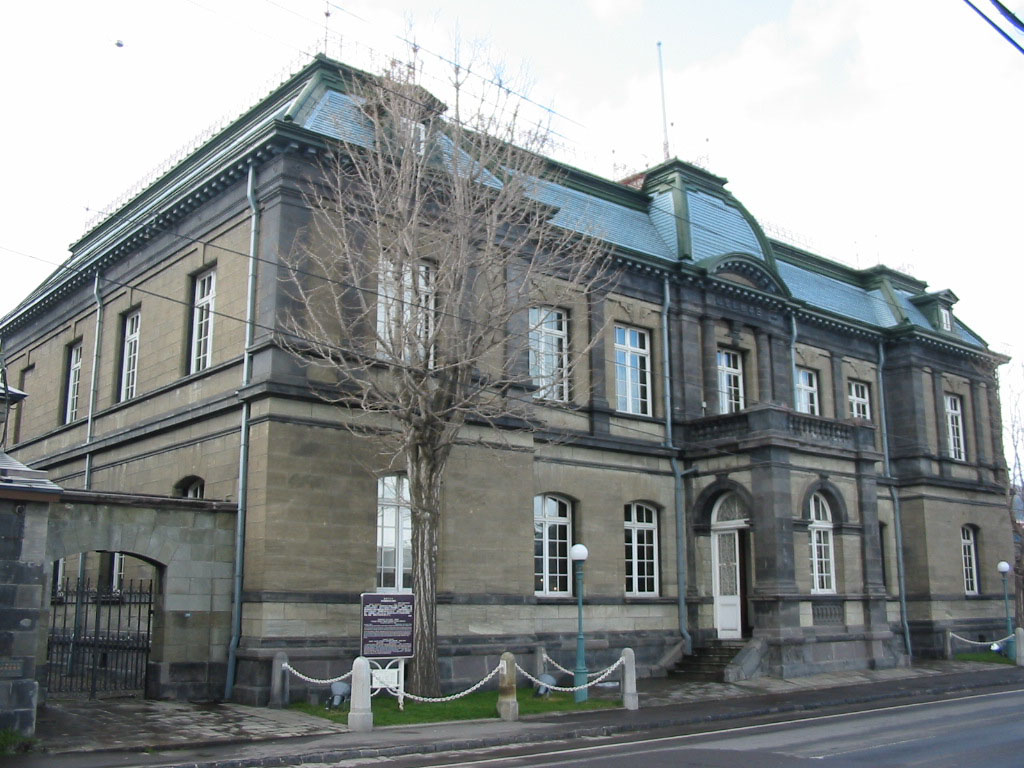
旧日本郵船小樽支店

| 建造物名                   | 年                 | 所在地         | 状態       |                                      |
| -------------------------- | ------------------ | -------------- | ---------- | ------------------------------------ |
| 会計検査院                 | 1885年（明治18年） | 東京都千代田区 | 現存せず   |                                      |
| 名古屋郵便局               | 1890年（明治23年） | 愛知県名古屋市 | 現存せず   |                                      |
| 東京九段郵便局             | 1891年（明治24年） | 東京都千代田区 | 現存せず   |                                      |
| 日本水準原点標庫           | 1891年（明治24年） | 東京都千代田区 | 重要文化財 | 現在も公的建造物としての機能を有する |
| 大阪中央郵便局             | 1892年（明治25年） | 大阪市北区     | 現存せず   |                                      |
| 東京株式取引所事務所立会所 | 1896年（明治29年） | 東京都         | 現存せず   |                                      |
| 旧日本郵船小樽支店         | 1906年（明治39年） | 北海道小樽市   | 重要文化財 |                                      |

## 家族・親族
子の佐立忠雄（1886年 - 1952年）も建築家。作家・詩人の金子光晴の義祖父にあたる。